# Station Hythe (Romney, Hythe and Dymchurch Railway)
Hythe is het noordelijke eindpunt van de Romney, Hythe and Dymchurch Railway. In reizigersaantallen is Hythe het drukste station aan de spoorlijn. Het station ligt ten zuiden van de stad aan de autoweg A259 naar Folkestone en ligt ongeveer evenwijdig aan het Royal Military Canal.
Naast het station ligt de voormalige woning van de stationschef, nu een privéwoning. Aan de andere kant tussen het station en het Royal Military Canal ligt het Light Railway Restaurant, dat oorspronkelijk door de spoorwegmaatschappij werd gebouwd, maar dat al vóór de voltooiing werd verkocht. In februari 2015 door de spoorwegmaatschappij teruggekocht om te gebruiken voor het oorspronkelijk bedoelde bestemming.
Vanaf het station kunnen reizigers wandelen langs het kanaal naar de oude Cinque Port stad Hythe. Hier vindt men verschillende winkelmogelijkheden met restaurants, cafés, pubs, banken, supermarkten, antiekwinkels, algemene winkels, zwembaden, tuinen, parken en een kustlijn.

## Perrons
Van de drie perrons worden alleen de nummers 2 en 3 normaal gebruikt voor aankomst en vertrek. Perron 1 wordt voornamelijk gebruikt voor de opslag van materieel, omdat er geen mogelijkheid is om locomotieven laten om te lopen (kopmaken). Vóór de herinrichting in de jaren 70 werd het gebruikt voor incidentele vertrekken, hoewel dit zeer zelden gebeurt en het voornamelijk wordt gebruikt voor niet-reizigerstreinen.

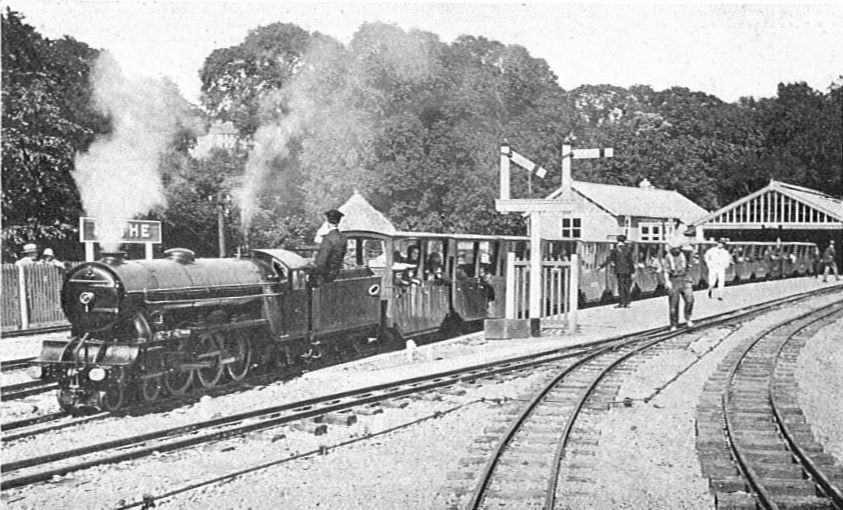
Vertrek vanaf station Hythe, RH&DR, 1928
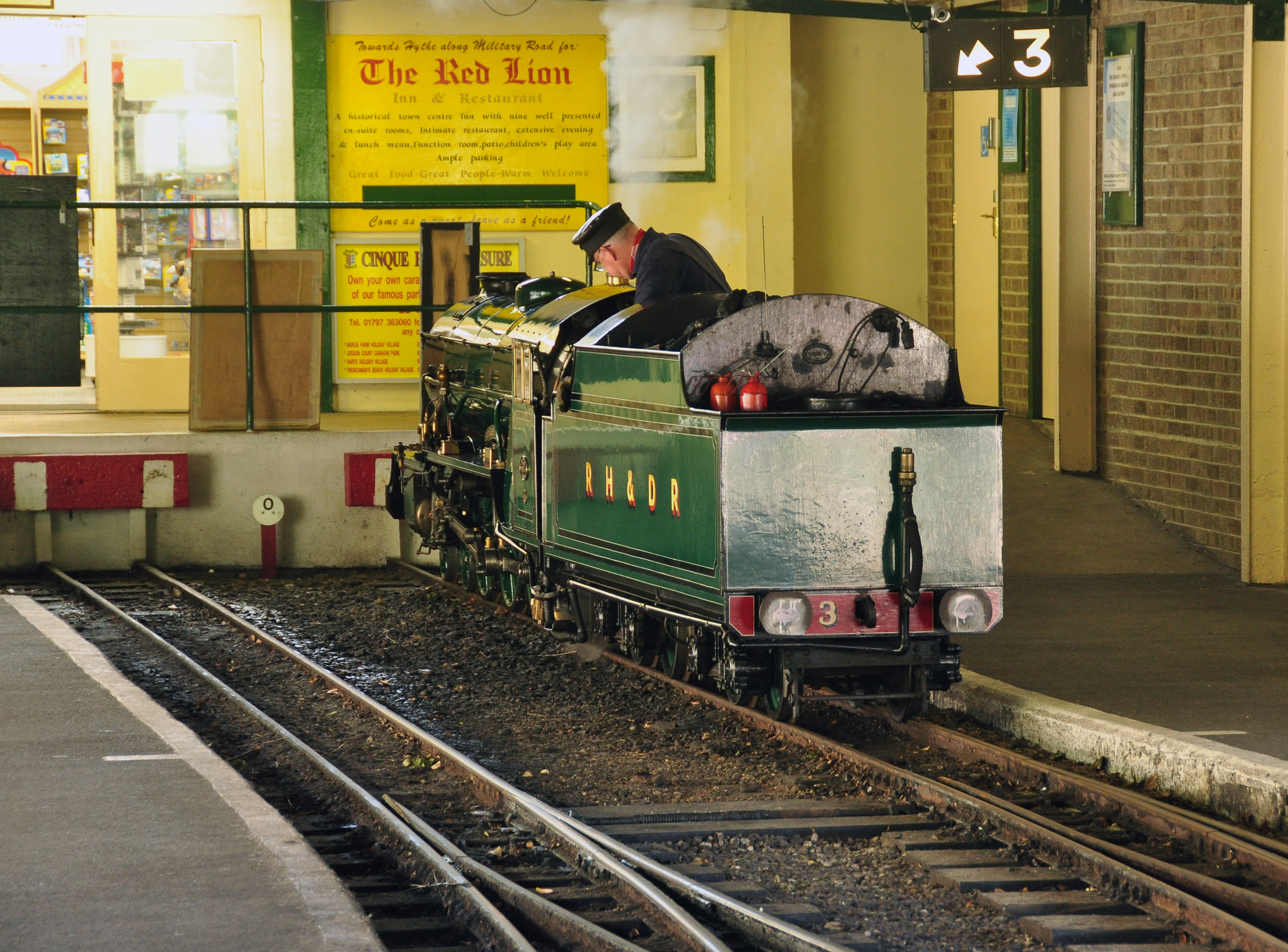
Nr. 3 Southern Maid op station Hythe
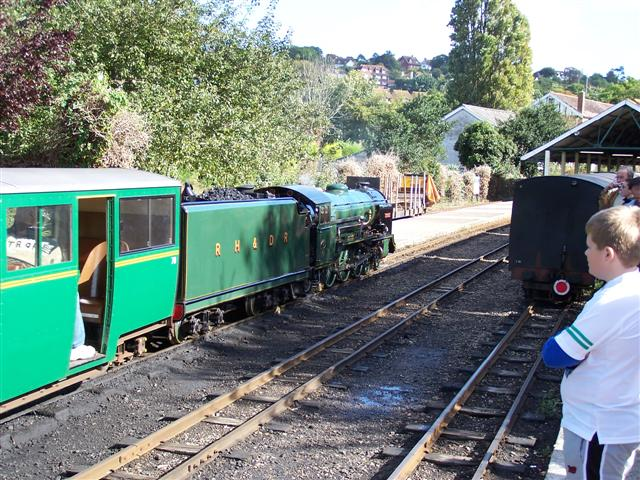
Typhoon nr. 7 arriveert in Hythe
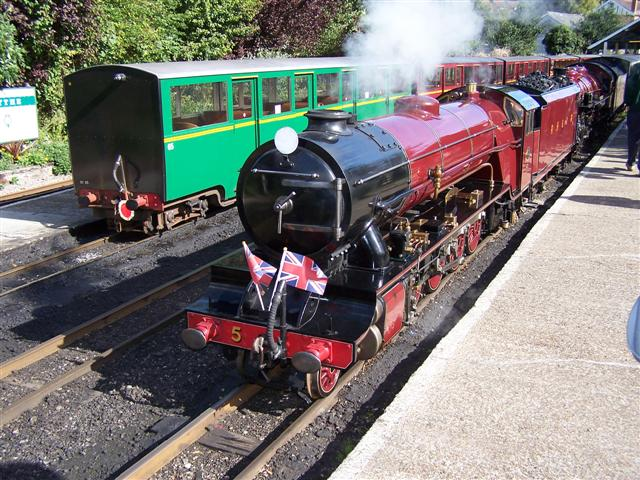
Nr. 5 Hercules verlaat Hythe
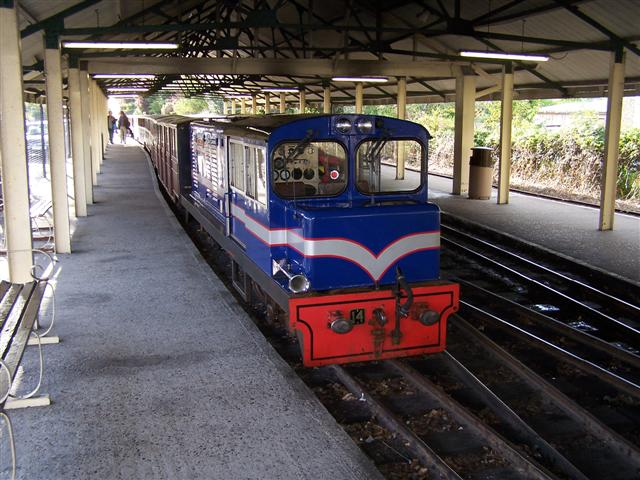
Nr. 14 Kapitein Howey onder het dak
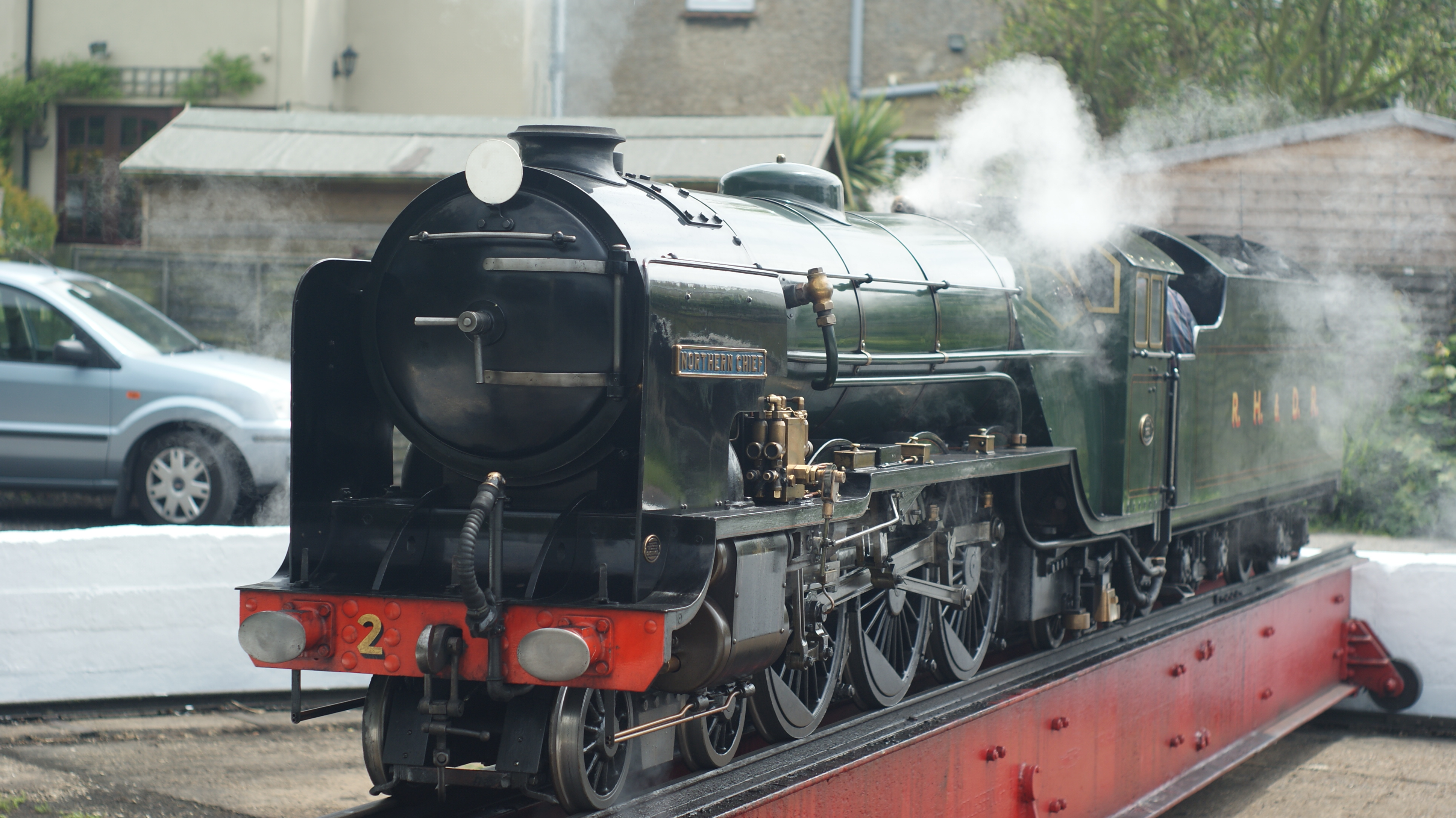
Nr. 2 Northern Chief op de Hythe-draaitafel
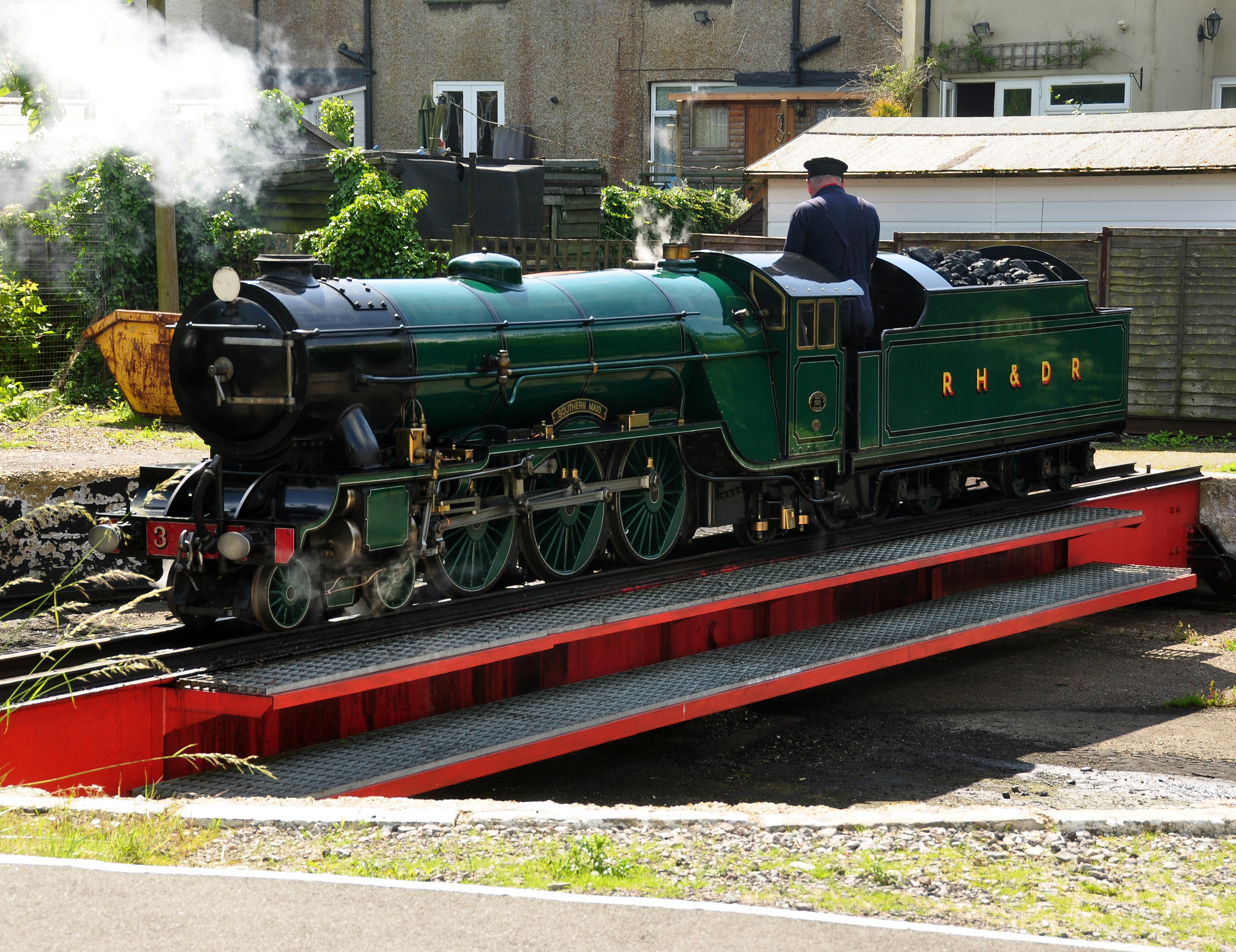
Nr. 3 Southern Maid op de draaitafel
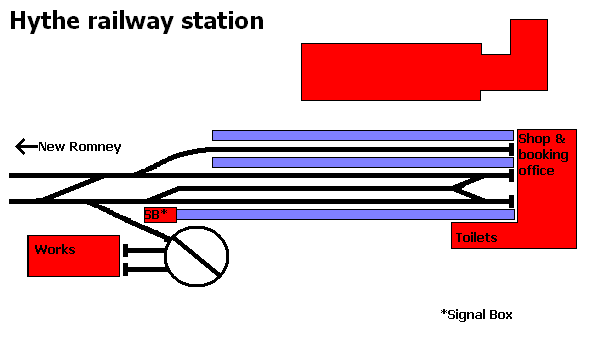
Spoorindeling van het station